# Chaetonotidae
Chaetonotidae là một họ giun bụng lông trong bộ Chaetonotida. Nó là họ Gastrotricha lớn nhất với gần 400 loài, với một số sống ở biển và số khác sống nước ngọt.

## Chi
Các chi sau đây nằm trong họ Chaetonotidae theo World Register of Marine Species:
- Phân họ Chaetonotinae Kisielewski, 1991

- Arenotus Kisielewski, 1987
- Aspidiophorus Voigt, 1903
- Caudichthydium Schwank, 1990
- Chaetonotus Ehrenberg, 1830
- Fluxiderma d'Hondt, 1974
- Halichaetonotus Remane, 1936
- Heterolepidoderma Remane, 1926
- Ichthydium Ehrenberg, 1830
- Lepidochaetus Kisielewski, 1991
- Lepidoderma
- Lepidodermella Blake, 1933
- Polymerurus Remane, 1927
- Rhomballichthys Schwank, 1990
- Chitonodytes
- Hemichaetonotus
- Pseudichthydium

- Phân họ Undulinae Kisielewski, 1991

- Undula Kisielewski, 1991